# Mayo-Kaba
Mayo-Kaba (ou Mayo Kabba) est une localité du Cameroun située dans le département du Mayo-Tsanaga et la Région de l'Extrême-Nord. Elle fait partie de la commune de Hina.

## Population
En 1966-1967, Mayo-Kaba comptait 1 325 habitants, pour la plupart des Daba ou des Peuls. À cette date, elle disposait d'un marché hebdomadaire régional le samedi, également d'un marché d'arachide, d'un marché de coton et d'une école publique.
Lors du recensement de 2005, elle en comptait 5 941.